# Chociszew (powiat tomaszowski)
Chociszew – wieś w Polsce położona w województwie łódzkim, w powiecie tomaszowskim, w gminie Żelechlinek.

## Historia
Wieś należała dawniej (przez parę wieków – do ukazu carskiego po powstaniu styczniowym) do rodziny Chociszewskich herbu Junosza, wywodzącej się z Chociszewa w gminie Parzęczew k. Ozorkowa. Ostatnim dziedzicem był Wincenty Chociszewski. Po parcelacji majątku za udział w powstaniu styczniowym i długiej tułaczce (część rodziny zginęła na Sybirze) potomni osiedli w latach międzywojennych w Warszawie.
W latach 1975–1998 miejscowość należała administracyjnie do województwa piotrkowskiego.
W Chociszewie znajduje się niemiecki cmentarz na którym chowano żołnierzy niemieckich.